# Паркер, Монтегю, 5-й граф Морли
Монтегю Браунлоу Паркер, 5-й граф Морли (англ. Montagu Brownlow Parker, 5th Earl of Morley; 13 октября 1878 — 28 апреля 1962) — британский аристократ и армейский офицер. Он прославился благодаря одноименной экспедиции, которую он возглавил в Иерусалим, начиная с 1909 года, в поисках Ковчега Завета и других сокровищ Первого Храма.

## Биография

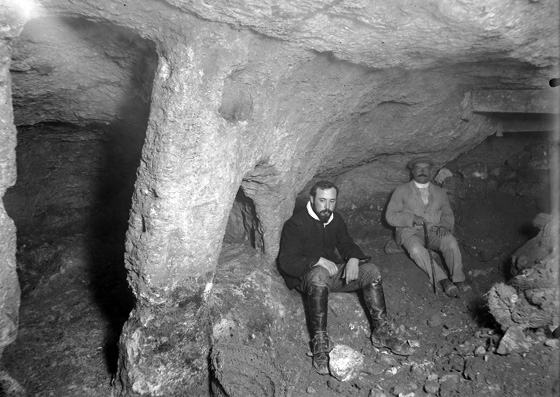
Вальтер Ювелиус (слева) около 1909—1911 годов в Иерусалиме возле вала Уоррена.

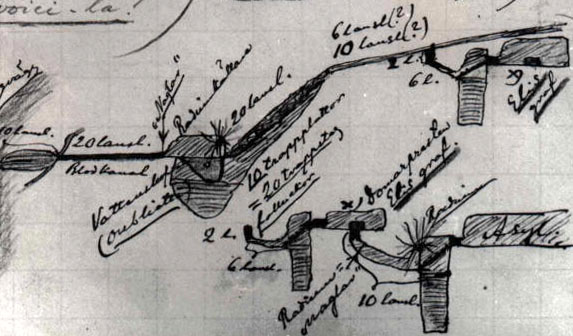
Рукописные заметки Вальтера Ювелиуса (версии 1918—1920 гг.)

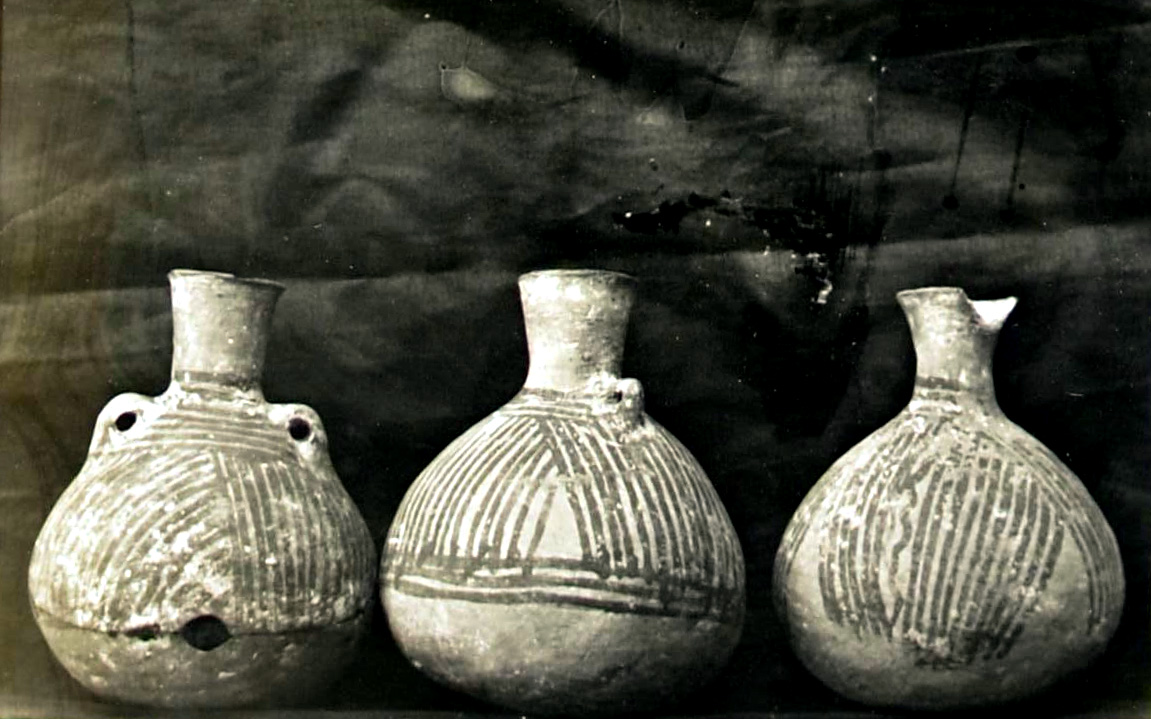
Керамика из раскопок Паркера

Родился 13 октября 1878 года. Второй сын Альберта Эдмунда Паркера, 3-го графа Морли (1843—1905), и Маргарет Холфорд, дочери Роберта Стейнера Холфорда. Получил образование в Итонском колледже.
Он поступил на службу в британскую армию в звании второго лейтенанта Гренадерской гвардии 20 мая 1899 года и получил звание лейтенанта 29 января 1900 года. Он служил во 2-м батальоне своего полка во время Второй англо-бурской войны в 1900-1902 годах, где он был ранен. После окончания войны с июня 1902 года он был адъютантом генерал-майора Лоуренса Олифанта, командующего округом Почефструм, вернувшись домой шесть месяцев спустя, в декабре 1902 года . Олифант принял командование домашним округом с 1 января 1903 года и выбрал Паркера своим адъютантом. Позже он получил чин капитана и уволился из армии.
Монтегю Паркер возглавил «Экспедицию Паркера», которая проводила раскопки в поисках сокровищ Храма Соломона в период с 1909 по 1911 год. Экспедиция была начата после того, как Вальтер Хенрик Ювелиус убедил группу англичан из высшего сословия, что он обнаружил в Библии секретные шифры, которые подробно описал местонахождение Ковчега и других сокровищ Храма. Они сформировали синдикат, названный в честь их инициалов. Он был известен как Синдикат JMPVF от Ювелиуса, Миллена, Паркера, Воана и Форта. Синдикат заручился согласием правительства Османской империи на этот проект на том основании, что доходы от любых находок будут разделены 50:50 между синдикатом и правительством Османской империи. Нил Ашер Зильберман описал экспедицию так: «Задуманная по глупости, но спланированная хитро, миссия Паркера прибыла в Иерусалим с единственной целью: найти и раскопать фантастическое сокровище Храма Соломона, похороненное под Храмовой горой». Они сосредоточили свои раскопки на системе туннелей и шахт, которые были исследованы сэром Чарльзом Уорреном пятьдесят лет назад, включая источник Гихон, Силоамский тоннель, вал Уоррена и Силоамский пруд. Один из членов экспедиции Сирил Фоли писал, что «передача еврейского текста Ювелием означала, что Ковчег Завета можно найти, пройдя через подземные ходы от Гихона, которые приведут нас к мечети (Омара)» . Они копали в 1909, 1910 и 1911 годах. В апреле 1911 года они подкупили хранителя Харам аш-Шарифа, чтобы тот позволил им копать Купол Скалы. Их обнаружили, и начались беспорядки. Экспедиция покинула Иерусалим, решив вернуться, так как считала, что очень близка к обнаружению Ковчега.
Когда началась Первая мировая война, Монтегю Паркер вернулся в британскую армию и служил в Египте и Франции. С 1916 года и до конца войны он находился под командованием генерала Александра Годли и служил во 2-м корпусе Анзак, а затем в XXII британском корпусе. Он упоминался в депешах и в 1918 году был награжден французами Военным крестом, когда XXII корпус помог остановить, а затем повернуть вспять немецкое наступление, которое было частью Кайзершлахта на ключевых участках региона Шампань.
Он унаследовал графство и другие титулы в 1951 году после смерти своего старшего брата Эдмунда Роберта Паркера, 4-го графа Морли.
Лорд Морли умер в возрасте 83 лет в 1962 году. Он не был женат, и ему наследовал графство и другие титулы его племянник Джон Сент-Обин Паркер, 6-й граф Морли.